# Bergama (stad)
Bergama (Grieks: Πέργαμον Pergamon) is de hoofdstad van het gelijknamige district in de Turkse provincie İzmir. In 2008 telde de plaats 57.947 inwoners.
In de oudheid lag hier de stad Pergamon, de hoofdstad van de Attaliden, dat een belangrijk centrum was van de hellenistische cultuur. De ruïnes staan op de werelderfgoedlijst en zijn de belangrijkste attractie voor toeristen die Bergama bezoeken. De hoog gelegen acropolis van Bergama is bereikbaar met een kabelbaan. 

## Zustersteden
- Alkmaar, Nederland
- Piatra Neamț, Roemenië
- Böblingen, Duitsland